# 1994 na literatura

## Mortes
| Data           | Nome               | Profissão                | Nacionalidade    | Observações | Ref |
| -------------- | ------------------ | ------------------------ | ---------------- | ----------- | --- |
| 30 de Janeiro  | Pierre Boulle      | escritor                 | França           | n. 1912     |     |
| 9 de Fevereiro | Witold Lutosławski | compositor               | Polónia          | n. 1913     |     |
| 9 de Março     | Charles Bukowski   | escritor                 | Estados Unidos   | n. 1920     |     |
| 28 de Março    | Eugène Ionesco     | dramaturgo               | França / Roménia | n. 1912     |     |
| 3 de Abril     | Agostinho da Silva | filósofo e poeta         | Portugal         | n. 1906     |     |
| 5 de Maio      | Mario Quintana     | poeta                    | Brasil           | n. 1906     |     |
| 10 de maio     | Lucebert           | artista plástico e poeta | Países Baixos    | n. 1924     |     |
| 2 de julho     | António Quadros    | pintor e poeta           | Portugal         | n. 1933     |     |
| 4 de Agosto    | Cyro dos Anjos     | escritor                 | Brasil]          | n. 1906     |     |
| 14 de Agosto   | Elias Canetti      | escritor                 | Áustria          | n. 1905     |     |
| 10 de Novembro | Louis Nizer        | escritor                 | Inglaterra       | n. 1902     |     |
| 19 de dezembro | Fernanda de Castro | escritora                | Portugal         | n. 1900     |     |

## Prémios literários
- Nobel de Literatura - Kenzaburo Oe
- Prémio Camões - Jorge Amado[1]
- Prémio Machado de Assis - Antonio Olinto
- Prémio Hans Christian Andersen - Michio Mado